# Epidendrum chlorinum
Epidendrum chlorinum é uma espécie com caule teretiforme de 45 cm de altura. Os 20 cm inferiores desse caule são cobertos com películas nas bases das folhas velhas. Folhas de 12 cm de comprimento por 1,5 cm de largura e de cor verde escuro. Raízes grossas e carnosas. Inflorescência apical com 5 cm de comprimento, portando de 7 a 12 flores. Flor de 3 cm de diâmetro com pétalas e sépalas de cor verde-limão e translúcidas. Labelo em forma de pá com 2 minúsculos calos na base de cor branco-esverdeado. é muito perfumada e encontrada sempre acima dos 1000 m de altitude. Prospera como terrestre nas cumieiras entre picos de montanhas altas. É bastante comum e floresce desde novembro até março.